# Sawao Kató
Sawao Kató (japonsky 加藤 沢男 [Kató Sawao], * 11. října 1946, Gosen) je bývalý japonský gymnasta. Jako student University of Tsukuba se zúčastnil tří olympiád a získal osm zlatých medailí (z toho tři ve víceboji družstev a dvě ve víceboji jednotlivců), patří tak mezi desítku nejúspěšnějších olympioniků všech dob. Zároveň je nejúspěšnějším Asijcem a nejúspěšnějším mužským gymnastou. Po ukončení aktivní kariéry působí jako rozhodčí, od roku 2001 je členem Mezinárodní gymnastické síně slávy.
Gymnastou byl také jeho starší bratr Takeši Kató, který byl spolu s ním členem vítězného družstva na OH v Mexiku.